# Denton Welch
Denton Welch (29. března 1915 – 30. prosince 1948) byl britský spisovatel.
Narodil se v Šanghaji britskému otci, úspěšnému obchodníkovi s gumou, a jeho americké manželce jako nejmladší ze čtyř sourozenců. Od svých jedenácti let – tehdy zemřela jeho matka – docházel na internátní Reptonskou školu v Anglii, a to ve stejné době jako spisovatel Roald Dahl. Ze školy odešel před dokončením a začal studovat umění na Goldsmiths v Londýně. Ve svých dvaceti letech se při jízdě na kole srazil s automobilem a následky si nesl až do konce života. Původně se chtěl stát malířem, kvůli zranění se však soustředil na psaní, zpočátku básní (první vyšla tiskem v roce 1941), později dalších textů, v roce 1942 například vydal v časopisu Horizon esej o Walteru Sickertovi. Rovněž publikoval řadu povídek.
V roce 1943 vydal knihu Maiden Voyage, autobiografický román, v němž píše o svém posledním školním roce a následném pobytu u otce v Šanghaji. Ve druhém románu In Youth Is Pleasure – rovněž silně autobiografickém – popisuje prázdniny patnáctiletého chlapce Orvila Pyma s otcem a bratry v hotelu v Anglii. V roce 1948 vydal soubor povídek Brave and Cruel. Posmrtně vyšly knihy A Voice Through a Cloud (1950), A Last Sheaf (1951), The Denton Welch Journals (1952), I Left My Grandfather's House (1958; nedokončený román, na kterém pracoval v roce 1943) a Dumb Instrument (1976; sbírka básní). V češtině je zastoupen povídkou Ve stodole v antologii Tvář válečné Anglie (1946).
Za velký vzor Welche označoval americký spisovatel William Seward Burroughs, který mu mj. věnoval svůj román Místo slepých cest (1983).